# Patika Vagga
 (avril 2024).
Si vous disposez d'ouvrages ou d'articles de référence ou si vous connaissez des sites web de qualité traitant du thème abordé ici, merci de compléter l'article en donnant les références utiles à sa vérifiabilité et en les liant à la section « Notes et références ».
Le Patika vagga (en français la section de la corbeille) est une partie d'un texte bouddhiste appelé Dīgha Nikāya, ou Recueil des longs discours.

## Contenu
Le Patika vagga est composé des 11 discours suivants :
1. Discours à Pâthika : (Pâthika Sutta)
2. Au parc de la reine Udumbarikâ : (Udumbarika Sutta)
3. L'empereur : (Cakkavatti Sutta)
4. Discours à Agañña : (Agañña Sutta)
5. Discours à Sampasâdanîya : (Sampasâdanîya Sutta)
6. Discours à Pasâdika : (Pasâdika Sutta)
7. Discours des signes caractéristiques (Lakkhaṇa Sutta)
8. La discipline de Sigala : (Sigalovada)
9. Discours sur Āṭānāṭiya : (Āṭānāṭiya Sutta)
10. Discours à Saṅgīti : (Saṅgīti Sutta)
11. Discours à Dasuttara : (Dasuttara Sutta)